# Willy Spühler
Willy Spühler (Zürich, 31 januari 1902 - aldaar, 31 mei 1990) was een Zwitsers politicus voor de Sociaaldemocratische Partij van Zwitserland (SP/PS) uit het kanton Zürich.

## Biografie

### Vroege carrière
Spühler studeerde economie aan de Universiteit Zürich en in Parijs. In 1925 behaalde hij de doctorstitel. Hij was daarna in het bankwezen werkzaam.

### Politicus
In 1928 werd Spühler voor de Sociaaldemocratische Partij van Zwitserland (SP/PS) in de gemeenteraad van Zürich gekozen. Vervolgens werd hij in 1938 lid van de Nationale Raad. Tijdens de Tweede Wereldoorlog werkte Spühler voor het Centraal Bureau voor de Oorlogseconomie en van 1942 tot 1959 was hij schepen/wethouder voor volksgezondheid en economische zaken van Zürich.

### Bondsraadslid
Spühler werd op 17 december 1959 in de Bondsraad gekozen. Hij zou er zetelen tot 31 januari 1970 en beheerde aanvankelijk het Departement van Posterijen en Spoorwegen (1960-1965), sinds 1962 het Departement van Transport, Communicatie en Energie genaamd. Nadien beheerde hij van 1966 tot 1970 het Departement van Politieke Zaken. Spühler was in 1962 en 1967 vicepresident en was in 1963 en 1968 bondspresident.
Als minister van Energie was hij groot voorstander van de bouw van kerncentrales ter vervanging van waterkrachtcentrales. De eerste kerncentrale werd gebouwd in Beznau. Als minister van Buitenlandse Zaken bepleitte hij tevergeefs Zwitserland's lidmaatschap van de Verenigde Naties, daar de meerderheid van de bevolking hiertegen bleef. Tijdens de Wereldtentoonstelling van 1967 in Quebec hield hij een toespraak over de meertaligheid in Zwitserland. Deze toespraak kwam een week na De Gaulle's Vive le Québec libre!. In 1968 veroordeelde hij de inval van de Warschaupactstaten in Tsjechoslowakije met ongekende felheid.

### Na de Bondsraad
Na zijn aftreden was Spühler voorzitter van Pro Helvetia (een vereniging ter promotie van Zwitserland in het buitenland) en voorzitter van de Commissie van de Zwitserse Aanwezigheid in het Buitenland.
Willy Spühler overleed in 1990 op 88-jarige leeftijd.